# نهاية المطلب في دراية المذهب
نهاية المطلب في دراية المذهب أكبر كتاب مطبوع في الفقه الشافعي، مؤلفه أبو المعالي الجويني عبد الملك بن عبد الله بن يوسف بن محمد الجويني ركن الدين، الملقب بإمام الحرمين، المتوفى سنة 478هـ، وهو شرح لمختصر المزني، جمع فيه مؤلفه محتوى المذهب الشافعي، بطريق التحقيق فيه، يعد من أهم كتب المذهب، وقد اعتمده فقهاء الشافعية، وأخذوا منه، ووضعوا له المختصرات والشروح.

## نبذة عن الكتاب وشروحاته
والذي يسمى أيضا «المذهب الكبير» هو شرح لمختصر المزني للمصنف إسماعيل بن يحيى المزني، واشتهر عند فقهاء الشافعية أنه منذ صنف الإمام «نهاية المطلب» لم يشتغل الناس إلا بكلام الإمام، وصرَّح في بداية كتابه بأنه قصد به تحرير المذهب وتنقيحه، كما يدل على ذلك عنوانه «نهاية المطلب في دراية المذهب» فقال في مقدمته: «وأبتهل إلى الله سبحانه وتعالى في تيسير ما هممت بافتتاحه من تهذيب مذهب الإمام الشافعي المطلبي» يقول النووي: «نقل إمام الحرمين هو عمدة المذهب».قال ابن النجار عن «نهاية المطلب»: إنه يشتمل على أربعين مجلداً تتجلى أهمية هذا الكتاب كون كثير من الكتب الفقهية للشافعية اعتمدت عليه، فاختصره الغزالي في البسيط، ثم اختصر البسيط في الوسيط، ثم اختصره في الوجيز، ثم شرح الرافعي الوجيز في (فتح العزيز)، ثم اختصر فتح العزيز القزويني في (الحاوي الصغير)، ثم اختصر الحاوي الصغير ابن المقرئ اليمني في (الإرشاد)، ونظم الحاوي الصغير ابن الوردي في (البهجة) التي شرحها شيخ الإسلام زكريا بشرحين كبير وصغير.. وهما من أهم كتب المتأخرين.. وشرح ابن حجر الهيتمي الإرشاد بشرحين أيضاً هما الإمداد شرح الإرشاد، وفتح الجواد شرح الإرشاد ويعدان من أهم كتب المتأخرين أيضا..
أما الكتاب: فذخيرةٌ ثمينةٌ من ذخائر تراثنا الفقهي، وهو من أمَّهات كتب الشافعيَّة الكبار؛ يحوي تقرير القواعد، وتحرير الضوابط والمقاصد، وتبيين مآخذ الفروع، وهو خلاصة مذهب الشافعية، وخلاصة حياة إمام الحرمين وفكره؛ كما جَلَّى ذلك عن الكتاب بقوله: (نتيجةُ عمري، وثمرةُ فكري في دهري). قال عنه المؤرخ الكبير ابن عساكر في «تبيين كذب المفتري»: (ما صُنِّف في الإسلام مثله). واعتبره الإمام النووي في «المجموع» أحد كتب أربعة تعدُّ أساساً في المذهب. وقال الإمام ابن حجر في «التحفة»: (إنه منذ صنف الإمام كتابه «النهاية» لم يشتغل الناس إلا بكلام الإمام)؛ وذلك لأن الكتب المعتمدة التي ألفت بعد إنما استمدت منه واعتمدت عليه أصلاً. وهذا الكتاب وإن كان على «مختصر المزني» إلا أنه لم ينهج فيه منهج الشرح المكرر، وإنما كانت غايته تهذيب المذهب وتقعيده، وتأصيل الأبواب والفصول ووضع الضوابط؛ كما قال: (فإن غرضي الأظهر في وضع هذا الكتاب: التنبيه على قواعد الأحكام ومثاراتها؛ فإن صور الأحكام والمسائل فيها غير معدومة في المصنفات، فهذا أصل الباب ومنه تتشعب المسائل).

## وقت تأليفه
يبدو أن الإمام الجويني ابتدأ تأليف الكتاب في أواخر سني حياته -أو تحديدا في آخر عشرين سنة– فقد جمعه بمكة المكرمة، وأتمه بنيسابور.

## قالوا عن الكتاب
قال ابن خلكان في " الوفيات" 3/168: " كتاب " نهاية المطلب في دراية المذهب " الذي ما صنف في الإسلام مثله.وقال الذهبي في "السير " 18/478: "كتاب نهاية المطلب في المذهب، ثمانية أسفار". قال ابن النجار: إنه يشتمل على: أربعين مجلداً، ثم لخصه، ولم يتم وقال الصفدي في " الوافي بالوفيات ": " له كتاب نهاية المطلب في دراية المذهب في عشرين مجلدة. وهو كتاب جليل ما في المذهب مثله، وفيه إشكالات لم تنحل ".

## مؤلف الكتاب
هو إمام عصره ونادرة دهره؛ كما وصفه الحافظ الجرجاني. وقال عنه العلامة تاج الدين السبكي: (إمام الأئمة على الإطلاق). وإذا أطلق لفظ الإمام في فقه الشافعية.. فلا إمام غيره، ولا ينصرف بهذا الإطلاق إلى سواه؛ فهو المجتهد ابن المجتهد كما قال الحافظ القزويني. ومما تجدر الإشارة إليه: أنَّ إمام الحرمين مستقل في تفكيره وتقريره؛ فيحتاج من محققه إلى فهمٍ دقيقٍ، وتأملٍ عميقٍ، وصبرٍ جميلٍ، ومراجعةٍ طويلةٍ حتى يفهم المقصد.

## أبرز سمات منهج المؤلف
1- شرح إمام الحرمين في كتابه هذا مختصر المزني، فالمختصر عمدته، وعلى سننه وترتيبه سار.
2- تناول الأدلة من الكتاب والسنة والإجماع والقياس، مع ذكر وجوه الاستدلال.
3- يعتبر الكتاب بحق موسوعة فقهية، فقد جمع فيه الجويني اقوال ائمة المذهب ورجح وصحح، وكذا جمع فيه اقوال المذاهب الأخرى وناقش أقوالهم، وأدلتهم.
4- يعتبر الكتاب من أغنى كتب المتقدمين بالفروع، فقد توسع فيه المصنف، حتى صار مرجعاً لا يستغني عنه من جاء بعده، بل قد صار عند كثير من أئمة المذهب المرجع الذي حلّ محل ما سبقه.
5- يجد فيه الباحث دوحة لغوية غنّاء، فقد أكثر فيه الجويني من الاستدلالات والشواهد اللغوية.
6- لم يميز الجويني فيه بين مراتب الأحاديث النبوية الشريفة، صحة وضعفاً، وهذا المأخذ لا ينطبق على كتاب «النهاية» فحسب، بل يبدو أن بعض علماء المذهب لم تكن لهم عناية كبيرة في الحديث الشريف وتمييز صحيحه من ضعيفه، وهذا مابينه القرضاوي ونقله عن الذهبي في السير، لكن رأي الديب أنه قد ظلم في هذا الجانب ظلما بينا وقال: «وقد تجمع لي قدر صالح من الأدلة القاطعة التي تنفي هذا الكلام...وتثبت علم الإمام بالحديث رواية ودراية وإن كنا لا نطمع أن نثبت أنه من الحفاظ المحدثين ولا هو ادعى لنفسه ذلك»

## تحقيق الكتاب
وأما المحقق: فهو الأستاذ الدكتور عبد العظيم الديب؛ عاشق تراث إمام الحرمين الجويني؛ كما تلمس ذلك وتشعر به عندما يتحدث عنه، والعاشق تهون عليه الصعاب، ويجد البعيد قريباً والحزْن سهلاً في سبيل معشوقه. لم يترك شيئاً يتحدث عن الإمام واستطاع تناوله إلا واقتناه ثم تعايش معه. أمضى في تحقيق «البرهان في أصول الفقه» سبع سنوات فنال الماجستير، ثم ألف «فقه إمام الحرمين: خصائصه ـ أثره ـ منزلته» فكانت أطروحة الدكتوراة، ثم هذا الكنز النفيس الذي أخذ منه عمراً كاملاً (25 سنة). قال المحقق: «ومضت السنون وتطاولت الأعوام وطال العمل واستطال وأنا صابر جلد، غير ضجر ولا ملول، بل مستمتع مسرور، ومن حولي يعجبون، وعن الكتاب يتساءلون: كل هاتيك الأعوام في كتاب واحد؟؟ (وأنى لهم التناوش من مكان بعيد)» لا يعرف الشوق إلا من يكابده«.تجاوزت الأعوام الخمس والعشرين عدّا وأنا في صحبة إمام الحرمين، أعطيه ويعطيني: أعطيه وقتي وجهدي، وصبري واتئادي وتأملي وأناتي وحبي وعشقي وشغفي وهيامي. ويعطيني كل يوم جديداً، يمنحني فرائد من الفقه، ودقائق من الأصول، وأوابد من النحو، ونوادر من اللغة، وشوارد من الحديث، ويطوف بي مرابع ومجالس ومدارس أسمع فيها في أعلام أمتي وائمتها).وقال: (انقطعت لهذا الكتاب عن دنيا الناس، ووهبت له وقتي، وجهدي، وسري، وعلانيتي، وبفضل من الله وعون انتصرت على نفسي، ورددتها عما كانت تجاذبني نحوه، وتدفعني إليه: من المشاركة في المؤتمرات والندوات وفيها الذكر والصيت ولقاء الأعلام ووراءها ما وراءها وناهيك عن الأضواء والفلاشات. وكذلك المشاركة في التلفزة بعد أن أخذت من ذلك بنصيب وكنت مندفعاً في تياره إلا أنني أمسكت وتماسكت سريعاً ثم أحجمت وامتنعت امتناعاً جازماً. أما الصحف والمجلات فلم يكن لنا فيها إلا أنة المكلوم ونفثة المصدور.»
صدر عن دار المنهاج للنشر والتوزيع - جدة، بتحقيق الدكتور عبد العظيم الديب المتخصص في حياة وفقه إمام الحرمين وهو مكون من 21 مجلداً ولعله يكون أكبر كتاب مطبوع في الفقه الشافعي.

## طبعات الكتاب
طبع الكتاب في 21 مجلداً في دار المنهاج، بتحقيق الدكتور عبد العظيم الديب، وقد افنى من عمره نحواً من 25 سنة قضاها في خدمة هذا الكتاب، فقد جمع نحواُ من 20 نسخة مخطوطة للكتاب، وحقق الكتاب عليها.
يوجد نسخة مخطوطة من الكتاب في دار الكتب في 12 مجلدا. ومنه نسخة مصورة بمكتبة المخطوطات بالجامعة الإسلامية برقم 3756، 3757. وكذا في جامعة أم القرى عدة صور عنه، فمنها مصورة عن نسخة الأزهرية، وأخرى عن دار الكتب المصرية، ونسخة مصورة عن مكتبات تركيا.